# Dor-a-wa-yo ajeossi
Dor-a-wa-yo ajeossi (돌아와요 아저씨?, lett. Ritorna, signore; titolo internazionale Please Come Back, Mister, conosciuto anche come Come Back, Ahjussi) è una serie televisiva sudcoreana trasmessa su SBS dal 24 febbraio al 14 aprile 2016, tratta dal romanzo del 2002 Mr. Tsubakiyama's Seven Days di Jirō Asada.

## Trama
Kim Young-soo è caposezione nel reparto di abbigliamento femminile del centro commerciale Sunjin. Lui e la moglie Shin Da-hye non vanno d'accordo perché gli orari di lavoro dell'uomo e gli straordinari costanti lo tengono sempre lontano da casa. È in una di queste occasioni che Young-soo cade accidentalmente dal tetto dello stabile e muore, ma la direzione del grande magazzino lo liquida come suicidio per evitare di essere accusata per i troppi straordinari che lo costringeva a fare.
Han Gi-tak è un ex-criminale che gestisce un ristorante. Da molti anni ama l'attrice Song Yi-yeon, che tuttavia si è sempre tenuta a distanza a causa dello stile di vita che lui conduceva. L'ex-marito della donna, Cha Jae-gook, ha scatenato uno scandalo per costringerla ad affidargli il loro bambino, che usa per minacciarla. Proprio mentre Gi-tak comprende cosa le stia succedendo, rimane coinvolto in un incidente stradale e resta ucciso nello stesso momento di Young-soo.
Young-soo e Gi-tak arrivano nell'aldilà, ma entrambi sentono di avere dei motivi per tornare nel mondo dei vivi: il primo, per riconciliarsi con la moglie e dimostrare di non essersi suicidato; il secondo, per proteggere Yi-yeon. I due ricevono due mesi di tempo e dei nuovi corpi: Young-soo quello di Lee Hae-joon, un ragazzo di bell'aspetto, Gi-tak quello di Han Hong-nan, una giovane donna. Hanno tre regole da rispettare: non rivelare le loro identità, non vendicarsi e non lasciarsi coinvolgere dalle questioni degli esseri umani, altrimenti le loro esistenze verranno cancellate.

## Personaggi
- Lee Hae-joon/Kim Young-soo reincarnato, interpretati da Rain
- Han Hong-nan/Han Gi-tak reincarnato, interpretati da Oh Yeon-seo
- Kim Young-soo originale, interpretato da Kim In-kwon
- Han Gi-tak originale, interpretato da Kim Soo-ro e Kwak Dong-yeon (da giovane)
- Shin Da-hye, interpretata da Lee Min-jung
- Song Yi-yeon, interpretata da Lee Ha-nui
- Jung Ji-hoon, interpretato da Yoon Park
- Cha Jae-guk, interpretato da Choi Won-young
- Choi Seung-jae, interpretato da Lee Tae-hwan
- Kim Noh-gap, interpretato da Park In-hwan
- Kim Han-na, interpretata da  Lee Re
- Na Seok-cheol, interpretato da Oh Dae-hwan
- Jegal Gil, interpretato da Kang Ki-young
- Maya, interpretata da Ra Mi-ran
- Capo del Centro Ri-Vita, interpretato da Yoon Joo-sang
- Jang Jin-goo, interpretato da Go In-bum
- Cha Hoe-jang, interpretato da Ahn Suk-hwan
- Segretaria Wang, interpretata da Oh Na-ra
- Yoo Hyuk, interpretato da Park Min-woo
- Wang Joo-yeon, interpretata da Ryu Hwa-young
- Pilota, interpretato da Lee Moon-sik
- Ma Sang-sik, interpretato da Park Chul-min

## Ascolti
| Episodio | Data di trasmissione | Dati TNMS           | Dati TNMS                  | Dati AGB            | Dati AGB                   |
| Episodio | Data di trasmissione | A livello nazionale | Area metropolitana di Seul | A livello nazionale | Area metropolitana di Seul |
| -------- | -------------------- | ------------------- | -------------------------- | ------------------- | -------------------------- |
| 1        | 24 febbraio 2016     | 8,0%                | 10,5%                      | 6,6%                | 7,6%                       |
| 2        | 25 febbraio 2016     | 9,0%                | 11,4%                      | 7,6%                | 8,9%                       |
| 3        | 2 marzo 2016         | 6,2%                | 8,0%                       | 5,2%                | 6,0%                       |
| 4        | 3 marzo 2016         | 6,9%                | 7,8%                       | 5,5%                | 6,1%                       |
| 5        | 9 marzo 2016         | 5,2%                | (<7,7)                     | 5,2%                | 5,7%                       |
| 6        | 10 marzo 2016        | 5,9%                | (<7,5)                     | 5,4%                | 5,9%                       |
| 7        | 16 marzo 2016        | 3,9%                | 4,5%                       | 4,0%                | 4,2%                       |
| 8        | 17 marzo 2016        | 4,7%                | (<7,0)                     | 4,0%                | 4,2%                       |
| 9        | 23 marzo 2016        | 3,1%                | 3,8%                       | 3,5%                | 3,8%                       |
| 10       | 24 marzo 2016        | 3,6%                | 4,4%                       | 4,1%                | 4,4%                       |
| 11       | 30 marzo 2016        | 2,3%                | 2,8%                       | 3,3%                | 3,6%                       |
| 12       | 31 marzo 2016        | 3,7%                | -                          | 3,8%                | -                          |
| 13       | 6 aprile 2016        | 2,6%                | -                          | 2,8%                | -                          |
| 14       | 7 aprile 2016        | 3,6%                | -                          | 3,2%                | -                          |
| 15       | 14 aprile 2016       | 4,5%                | -                          | 4,6%                | -                          |
| 16       | 14 aprile 2016       | 3,1%                | -                          | 2,6%                | -                          |
| Media    | Media                | 4,8%                | %                          | 4,5%                | %                          |

## Colonna sonora
1. Again – Noel
2. Feel Alive – Topp Dogg
3. Moon Light – Son Ho-young
4. Because It's Love – Ailee
5. Close My Eyes – Lee Hyun
6. Sadness of Love – Na Yoon-kwon
7. Back Then – Hojoon (Topp Dogg)
8. X-Out – Ryu Ji-hyun
9. You – Sangdo e Hojoon (Topp Dogg)

## Riconoscimenti
| Anno | Premio           | Categoria                                        | Ricevente   | Risultato       |
| ---- | ---------------- | ------------------------------------------------ | ----------- | --------------- |
| 2016 | APAN Star Awards | Best Supporting Actress                          | Oh Yeon-seo | Candidato/a     |
| 2016 | SBS Drama Awards | Excellence Award, Actor in a Fantasy Drama       | Kim In-kwon | Candidato/a     |
| 2016 | SBS Drama Awards | Excellence Award, Actress in a Fantasy Drama     | Oh Yeon-seo | Vincitore/trice |
| 2016 | SBS Drama Awards | Special Acting Award, Actor in a Fantasy Drama   | Yoon Park   | Candidato/a     |
| 2016 | SBS Drama Awards | Special Acting Award, Actress in a Fantasy Drama | Lee Ha-nui  | Candidato/a     |
| 2016 | SBS Drama Awards | Special Acting Award, Actress in a Fantasy Drama | Ra Mi-ran   | Candidato/a     |
| 2016 | SBS Drama Awards | Idol Academy Award - Best Eating                 | Oh Yeon-seo | Candidato/a     |